# William Weir
William James Alexander Weir (1891. április 4. – ?) ausztrál ászpilóta.

## Élete

### Ifjúkora
Weir 1891-ben született Leichhart városában, Új-Dél-Walesben.

### Katonai szolgálata
1917-ben csatlakozott az Ausztrál Repülő Hadtesthez (Australian Flying Corps) ahol Bristol F.2b Fighter típusú géppel repült. Megfigyelőként Carrick Paul pilóta mellé került. 1918. május 23-án bevetésre indultak, és Nablus közelében alig tizenöt perc leforgása alatt két Albatros D.V típusú német gépet lőttek le. Május 28-án egy kétüléses gépet kényszerítettek földre, megszerezve ezzel Weir harmadik légi győzelmét. 1918. június 13-án Nablus északi részén csaptak össze Rumpler C típusú gépekkel, amelyek közül egyet a Weir-Paul páros lőtt le. 1918. július 28-án Weir megszerezte ötödik légi győzelmét, elérve ezzel az ászpilóta minősítést. Uoltsó győzelmét 1918. augusztus 16-án aratta.
Szolgálataiért megkapta a Kiváló Repülő Kereszt kitüntetést.
További élete ismeretlen.

### Légi győzelmei
| Sorszám | Dátum               | Egység                   | Repülőgép       | Ellenfél     |
| ------- | ------------------- | ------------------------ | --------------- | ------------ |
| 1       | 1918. május 23.     | 1. ausztrál repülőszázad | Bristol Fighter | Albatros D.V |
| 2       | 1918. május 23.     | 1. ausztrál repülőszázad | Bristol Fighter | Albatros D.V |
| 3       | 1918. május 28.     | 1. ausztrál repülőszázad | Bristol Fighter | Kétüléses    |
| 4       | 1918. június 13.    | 1. ausztrál repülőszázad | Bristol Fighter | Rumpler C    |
| 5       | 1918. július 28.    | 1. ausztrál repülőszázad | Bristol Fighter | Rumpler C    |
| 6       | 1918. augusztus 16. | 1. ausztrál repülőszázad | Bristol Fighter | Rumpler C    |